# Prokopīs Paulopoulos
Prokopīs Paulopoulos (in greco: Προκόπης Παυλόπουλος), traslitterato anche come σε Prokopis Pavlopoulos, all'anagrafe Prokopios Paulopoulos (IPA: [pɾoˈkopios pavˈlopulos]; Calamata, 10 luglio 1950) è un politico greco, Ministro dell'Interno dal 2004 al 2009 e Presidente della Repubblica Ellenica dal 2015 al 2020.

## Biografia
Prokopīs Paulopoulos è nato nel 1950 a Calamata, nel Peloponneso meridionale, ha studiato a Parigi, ed è professore di diritto amministrativo e avvocato; è sposato e ha tre figli.
Esponente di Nuova Democrazia, è considerato un politico conservatore ed europeista. È stato Ministro dell'Interno dal 2004 al 2009, nei due governi guidati da Kōstas Karamanlīs; durante il suo mandato, nel dicembre 2008, accadde l'uccisione dello studente Alexandros Grīgopoulos da parte di un poliziotto, da cui nacquero violenti disordini in piazza.
Il 18 febbraio 2015 Paulopoulos è stato eletto Presidente della Repubblica Ellenica: candidato dal premier Alexīs Tsipras e da Syriza, è stato sostenuto anche da Nuova Democrazia e dai Greci Indipendenti, ottenendo 233 voti su 300.
Paulopoulos fa parte della Massoneria.

## Onorificenze

### Onorificenze greche
(in qualità di Presidente della Repubblica)